# ジャン・デュドネ
ジャン・デュドネ（Jean Alexandre Eugène Dieudonné、フランス語: [djødɔne]（ディュドネ）、1906年7月1日 – 1992年11月29日）はフランスの数学者。

## 人物
エコール・ノルマル・シュペリウール卒。抽象代数学、関数解析、の研究で知られる。更に数学史の研究者でもあり、代数的位相幾何学や関数解析学の歴史についての研究がある。彼のおもな業績は古典群（これに関する本は『古典群の幾何学』という題名で1955年に出版された）、形式群、そして現在デュドネ加群と呼ばれているデュドネ環上の加群論の導入であり、前者の分野で著しい影響を与えた。位相線形空間の業績も有名である。パラコンパクト空間の概念を考案した。
料理と音楽が趣味であった。料理は玄人はだしの腕前であり、来客時にはデュドネが料理をふるまった。また、幼少時からピアノを習っており、第二次大戦中ですら毎日1時間の練習をかかさなかったという。
ブルバキの主要人物であり、アレクサンドル・グロタンディークをローラン・シュヴァルツとともに薫陶し、グロタンディークとともにEGAを著した。特にグロタンディークの初期の仕事に非常に大きな影響を与えた。
政治的にはブルバキの他のメンバーの大半が左翼だったもののデュドネは右翼であった。
詳細は後述するが、全9巻にもわたる解析学の教科書を60年代から執筆しはじめ、こちらも世界的に有名である。
また、現代数学のほぼすべてに精通していた貴重な数学者の一人 としても有名であり、数学全般にわたる著述も多い。
また60年代、フランスの数学教育の現代化を唱え、ユークリッド幾何学の廃止を主張した(線形代数と初等幾何のまえがきを参照)。
講演記録『1973年における純粋数学の一般案内』 において、数学者を研究テーマや方法により階級分けし、最高貴族から奴隷にまで6段階に分類した。この階級表は講演の末尾に記録がある。純粋数学には貴族理論と奴隷理論があり、神に選ばれた絶対的な崇高なる貴族理論に奉仕するのが数段劣る下劣な奴隷理論であると定義し、しかも元は貴族理論であっても理論が完成したり多分野との交流がなくなったりしてめぼしい問題がなくなり、重箱の隅をつつくような細かい研究に没頭するようになればやがて奴隷理論に堕するものとデュドネはいう。これによれば真新しいアイデアや理論を創造できる研究者は一部の絶対的存在である選民であり、この選民に該当する数学者は18世紀に8人、19世紀に30人、20世紀ではほぼ毎年一人と大目に見積もっても全体で約150人程度にすぎず、定理や理論の価値が判断できるのもまたこの選ばれし階級の数学者のみであると言った。
他にもさまざまな方法で数学や数学者を分類しており、ウィスコンシン大学にて「ゴミクズ論文ばかり大量に執筆されているが、このゴミの山から現代数学の創作物を作るのはたやすい、しかし本当にそれは必要なものなのか、よく考えて自省すべきだ」など過激な意見を述べ物議をかもしたりした。
更に数学者には戦術家と戦略家の2タイプがおり、前者は古典的手法を主に使って、新しいひねりを加える手際の良さがあり、以前試みが回避された解に到達する。一方で戦略家は得られた解が明らかであるまで徹底的に分析しつくし、とにかくあらゆる概念間の関係が完璧に理解するまで絶対に納得出来ないタイプだという。特に後者こそが現代数学の発展には必要であるが、一部の勘違いした連中や初等数学においてはそうとも言えず誤解されているとも言っている。とはいえ実はこれらは相補的であり、ブルバキのメンバーはこの両方の考え方が使える二刀流が多かったとされ、両方使えてこそ数学のための福利にもなると述べている。
他にも古典主義者、現代主義者、抽象主義者の3タイプにも分類し、ある抽象的な数学理論があったとして、これを評価するならば前2者ではその理論を古典的・伝統的な内容に適用したとき、多産な結果が生まれることで評価するが、抽象主義者は自明ではない結果がでるのであれば十分有効な理論であると評価するとしている。
レオン・モチャーンに根回ししてIHÉSを設立させた。数学者としても非常に優れており、デュドネ理論は現在において非常に重要な理論である。著書『人間精神の名誉のために』で「数学をするとは人間精神の自由な発露であり、人間精神の名誉ために数学をする」という文句を残している。

## 経歴
彼はフランス北部、ベルギーの近くのリールで生まれた。父は中等教育すら受けていなかったが、織物業界で成功した実業家であり、母は教員でありデュドネの幼少時に読み書きを教えた。第一次大戦が始まると父は徴兵されたが、母と妹とデュドネは暫くとどまったものの、スイス経由でパリへと逃れ父と合流し、戦争が終わってリールに戻る1919年までパリのリセ・コンドルセで教育を受けた。戦後父に、英語を学ぶためにイギリス南部のワイト島のベンブリッジ学校へと留学させられる。ここでの滞在中に代数学を学びはじめ数学に魅了され、数学者を目指すようになった。1年後帰国し、リセ・フェデルブに就学。父はデュドネを実業家にしたかったが、デュドネはどうしても数学者になりたく、父も受け入れざるをえなかった。
1924年にエコール・ノルマル・シュペリウールに合格したが、2学年上にはジャン・デルサルトとアンドレ・ヴェイユがおり、1年上にはアンリ・カルタンがおり、同級生にはポテンシャル論で有名なマルセル・ブルロと微分幾何学で有名なシャルル・エーレスマンがいた。1年下にはジャック・エルブラン、2年下にはクロード・シュヴァレーもおり、更に、文系にはレイモン・アロンとジャン＝ポール・サルトルもいた。
規定の就学期間である3年で卒業し、アグレガシオンにも合格し、ポール・モンテルの元で学位論文を書き始める。テーマは函数論であり、研究者としては複素解析の研究からスタートしたわけである。このころのフランスは函数論の全盛期であり、デュドネも例のごとく多項式の解析的理論の論文を書いた。後にデュドネは「それ以外のどんな分野があるのか知らなかったからだ」、と語っている。
わが生涯の2大事件と自身も述べている1934年、彼はノルマリアン（エコール・ノルマル・シュペリウールのOB）たちと共にヴェイユに招集されたが、これがのちのブルバキのはじまりである。妻と出会ったのもこのころであった。
ブルバキ結成当時の目標は当時の基準で現代的な解析教程（解析学の教科書）の執筆であり、代数学、トポロジー、函数解析、群論といった最先端の理論を駆使する必要がでてきた。これらの理論の未解決問題等に興味を持たざるを得ず、原論を執筆しながら、『線型位相空間の双対性』(1942)、『古典群の構造と同型』(1955,1958)、『形式群の構造』(1973)といった後の仕事へと繋がる着想を得ていった。
1971年スティール賞受賞。

## 教育
1931年、学位取得後に最初に就職したのがブルターニュ地方のレンヌ大学であり、続いて1937年ナンシー大学助教授となり、2年先輩であったジャン・デルサルトと再会する。
彼は第二次大戦中ただちに動員されフランス軍に属し、フランスが解放されるまでクレルモン＝フェラン大学で教育にあたった。1940年にフランスはナチス・ドイツに敗れ、ナンシー大学は占領軍の支配下にあったため立ち入れなかった。クレルモン・フェラン大学にはアルザス地方のストラスブール大学の数学教室も疎開してきており、ここでカルタンとも再会する。ここでローラン・シュヴァルツとも再会を果たす。
このころシュワルツがデュドネ自身の線型位相空間の双対性に関する理論を函数論に応用したのを見て学位論文とし、ナンシー大学へ就職させた。1940年代、シュワルツとデュドネは線型位相空間論の共同研究をし、『空間の双対性』（1948）の論文が生まれたのもこのころである。余談だが、この論文が1950年ごろにカルタンの勧めによりナンシーに現れたかのアレクサンドル・グロタンディークに強い影響を与えたのはよく知られている事実である。
戦後、アンドレ・ヴェイユの滞在していたサンパウロ大学（1946-47）に滞在。その後一旦帰国してナンシー大学（1948-52）に務めるが、その後またアン・アーバーのミシガン大学（1952-53）の各大学教授を歴任、以後有志らによってIHÉSが設立されアレクサンドル・グロタンディーク、ルネ・トムらに招かれて フランスに帰国するまで1953年にシカゴのノースウェスタン大学数学科に赴任。
これらの出張は子供の教育費稼ぎであったと後に述べている。また、この頃のノースウェスタン大学滞在中に行った講義が、後に述べる『現代解析の基礎』の元となっている。
ニース大学数学科が1964年に設立されると転任し、1970年退職。また、彼はフランス科学アカデミーのメンバーに選ばれた。
50歳が定年であったブルバキを定年で辞めてから、デュドネはあまり教育は好きではなかったが、教育をしなければ数学の研究は行えなかったからやむをえずにやった。しかし、やるからには徹底的に行なったが、黒板よりも紙を相手にしているほうが面白く、下書きなどを丹念に準備しないと大変だった。晩年に教科書を大量に執筆したのも若い人が困らないようにするためだ、と述べている。また「線形代数と初等幾何」の前書きでも、一部のブルバキ主義者がブルバキ的抽象数学の教育への導入を推進しているが、デュドネ本人はこの現象に興味がなく、この本も後世の歴史家のために執筆するのであって、別に自分の意見が教育に取り入れられることについては関心がない(要旨)と述べている。

## 業績
彼はブルバキの数学原論の構想を練ったことで知られる。特にデュドネは幼い頃から百科事典などを読むのが好きで、分類などが得意であったため、数学原論執筆にもその才能を十二分に発揮することとなったのである 。もしブルバキと出会わなければ、解析学の非常に狭い分野の専門家として、生涯を終えただろう、とも述べている。ブルバキの数学原論の大半は彼が執筆したとされており、ブルバキの分身と謳われるほどであった。また非常に論争好きな性格であり、数学原論執筆時もメンバーのヴェイユと激しく論争し、シュヴァレーが仲裁に入ったとされる。
1920年代から多項式環のイデアルとして代数幾何学を捉える研究がはじまったが、幾何学的図形は空間の性質に強く依存するため、早急に頓挫し、のちにデュドネやグロタンディークら ブルバキ学派が中心となって、スキーム論に基づく代数幾何学が研究されることとなる。
そんな中、ローラン・シュヴァルツとともにアレクサンドル・グロタンディークの研究をIHÉSにて1959年から1964年に渡って数年間 指導し、グロタンディークとともに代数幾何学のスキーム理論による基礎付けを推進。その結果はいわゆるEGAとして1960年から1968年の間に渡って出版された。グロタンディークは非常に優秀な学生であり、むしろデュドネのほうがグロタンディークが教わる事が多かったと述べている。
またグロタンディークはこのことで1966年モスクワで開催された国際数学者会議にてフィールズ賞を受賞することとなるが、このとき師であるデュドネから直接手渡された。このモスクワ会議ではフィールズ賞受賞者4人中3人がブルバキと関係があり、ブルバキのメンバーらも出席していた。
ローラン・シュヴァルツは超関数理論を研究するなか、ノルムを入れることができない位相線形空間を発見し、これをもとに位相線形空間論自体を発展させることとなる。デュドネとシュワルツは1949年に、ノルム的性質をもった空間の極限空間となる局所凸空間における空間についての論文を共著で発表。この時にいくつか未解決問題もあったものの、ただちにグロタンディークによって完全に解決されることとなる。グロタンディークは更に研究を推し進め、位相線形空間のテンソル積を考えて、「核空間」（nuclear space）という新しい概念を導入し、位相線形空間論は急速に発展することとなった。
彼自身の手による9巻に渡る『解析教程』も1963年から執筆が開始された。特にこのフランス語のシリーズの1巻は『現代解析の基礎』からの仏訳であり、英語版は前述の通りノースウェスタン大学での講義が元となっている。グロタンディークが政治活動により数学から離れていったころに、デュドネもニース大学に転任し、この解析教程の執筆が本格的に開始されることとなる。これは大学院の 関数解析の教科書である。このシリーズには森毅による部分訳(『現代解析の基礎』の全訳が2分冊、とそれに続く関数解析シリーズの一部の訳が2冊の計4冊、東京図書刊）もある。
また、彼は無限小解析学、線形代数と初等幾何学、不変理論、可換代数、代数幾何学、形式群に関する個人的な読み物を多数、執筆している。
70歳を過ぎてからは新しい理論を創造する能力が衰えたと感じて、もっぱら数学史の書物の執筆を開始した。しかしながら数学原論の「歴史覚書」の大半はデュドネやヴェイユらによって記述されており、このころから歴史にも興味を持っていたのである。この頃に書かれたもので主要なのは『代数幾何学講義』（略称：P.F.U 、代数幾何学史を扱った著作で、1974刊行）、『18世紀、19世紀の数学史要約』、歴史書として最後に書かれたのが代数的位相幾何学に関する『代数的位相幾何学の歴史』（1989）である。代数幾何学史のものはデカルトレベルから20世紀のグロタンディークらまでの壮大な歴史を扱った第1巻、セールの観点から当時として現代的な理論を扱った第2巻がある。代数的位相幾何学史に関するものは当時としては20年前の1960年ごろまでの展開で終わっているが、理由としては2つあげられ、あまりに急速に発展して巨大分野となってしまったことと、数学において歴史的判断をするには時間が必要だということである(当時は目立たなくても後に重要視されたり、逆に当時流行分野が実は余り大したことがなかったりしたなど)。
啓蒙家としてのデュドネを語る上で欠かせないのが、1987年に刊行された、一般向けの入門書『人間精神の名誉のために -- 現代の数学』 である。サブタイトルの「現代の数学」は、ヤコビからルジャンドルへ1830年に送られたフランス語の手紙の一節の引用として非常に有名であるが、1947年にヴェイユの『数学の将来』と題する著述の文末にも引用されていた。デュドネは本書が発表される以前に専門家向けに『純粋数学のパノラマ』と題する同様の趣旨の数学論を発表しているが、本書はより一般に向けて数学の素晴らしさを伝えようと書かれたものだが、理系の高校卒業レベル ですら現代数学を理解できない現状に鑑みて、一石を投じようとしてデュドネが執筆したのが本書である。
そもそも高校まででは1800年以降に発見された数学は何一つ教えられていないとデュドネはいう。多くの数学を応用する人々、特に物理学者などにとっても大半はマクスウェルまでの数学しか不要であると嘆く。デュドネは1800年以前の数学を古典的数学といい、それ以降のとくに1800年から1930年までに開発された現代的手法の重要性を説き、その全てを理解するには相当努力せねばならないが、考え方を理解するだけであればなんとか可能ではないかと思って執筆に至った。純粋数学が理解できるのは全人類の中でもわずか数千人程度しかいないとデュドネはいう。現代数学とは関係などをより一般化したものであり、例えば数同士にも函数同士にも成り立つような関係を、より抽象化して考えるわけであり、そういった現代数学を啓蒙するために本書を執筆したが、デュドネはあくまで現代数学における事実を述べただけであり、意見を述べたのではないとも述べている。
当時のフランスのメディアでは、「数学だけが人間精神の名誉となっているわけではない」、「大げさすぎて時代遅れではないか」、更には「この本を買い支えたのは数学教師ではないか」という意見すらあったが、パリのアシェット社の《歴史と哲学》叢書として出版されるや、本書は、2ヶ月も立たない間に1万2千冊という数学書としては異例の売り上げをあげ、デュドネ自身が書評番組「ベルナール・ピボーのアポストロフ」に出演し、同書について滔々とまくしたてて注目された。

## 著書
- 『現代解析の基礎』（全2巻）森毅訳、東京図書
- 『現代解析』(関数解析を扱っており現代解析の基礎の続刊で全2巻だが連番で3、4となっている)、東京図書
- Treatise on analysis 、Academic press、全9巻、仏語版からの英訳(1巻のみ英語版からの仏訳)。和訳の現代解析の続刊でリー群論などを扱っているが、和訳は存在しない。
- 『無限小解析』(全2巻) 、東京図書
- 『線形代数と初等幾何』雨宮一郎訳、東京図書
- 『数学史―1700‐1900』（全3巻）上野健爾訳、岩波書店、1985年 （1）ISBN 4000055038 、（2）ISBN 4000055046 、（3）ISBN 4000055054
- 『人間精神の名誉のために―数学讃歌』 高橋礼司訳、岩波書店、1989年 ISBN 4000057677
- 『空虚な数学と意味ある数学（数学・言語・現実上巻に収録）』　斎藤正彦訳、日本評論社、1984年
- History of Functional Analysis , North-Holland Mathematics Studies 1983年

など